# Marc Bati
Marc Bati (* 30. März 1960) ist ein französischer Comiczeichner und Szenarist.
Marc Bati veröffentlichte im Alter von 17 Jahren erste Comics. In diesen frühen Jahren war er überwiegend als Werbezeichner tätig. 1982 traf er auf Jean Giraud und zwei Fantasy-Kurzgeschichten mit seiner Mitwirkung entstanden für das Magazin Métal hurlant. Es folgte die Trilogie Le Cristal Majeur (dt. Der große Kristall) als Albenserie bei Dargaud. Ab 1992 folgten vier weitere Alben unter dem Namen Altor, der Hauptfigur der Serie. Als Szenarist betreute Bati die dreibändige Serie Sylfeline für den Zeichner Bruno Bellamy von 1993 bis 1997.

## Veröffentlichungen (deutsch)
- 1986–1994: Der große Kristall (3 Alben, Alpha Comic Verlag)
- 1987: Farm der Tiere (Schreiber & Leser)